# زاینده رود (کرمان)
زاینده رود، روستایی از توابع بخش چادگان شهرستان اصفهان در استان اصفهان ایران است.

## جمعیت
این روستا در دهستان جوشان قرار داشته و براساس آخرین سرشماری مرکز آمار ایران که در سال ۱۳۸۵ صورت گرفته، جمعیت آن ۷۲نفر (۲۰خانوار) بوده‌است.